# Episodi di Mike Hammer investigatore privato (terza stagione)
La terza stagione della serie televisiva Mike Hammer investigatore privato è stata trasmessa in anteprima negli Stati Uniti d'America dalla CBS tra il 27 settembre 1986 e il 13 maggio 1987.
| nº | Titolo originale             | Titolo italiano | Prima TV USA      | Prima TV Italia |
| -- | ---------------------------- | --------------- | ----------------- | --------------- |
| 1  | Deirdre                      |                 | 27 settembre 1986 |                 |
| 2  | Dead Pigeon                  |                 | 4 ottobre 1986    |                 |
| 3  | Golden Lady                  |                 | 11 ottobre 1986   |                 |
| 4  | Mike's Baby                  |                 | 18 ottobre 1986   |                 |
| 5  | To Kill a Friend             |                 | 5 novembre 1986   |                 |
| 6  | Mistress for the Prosecution |                 | 12 novembre 1986  |                 |
| 7  | Harlem Nocturne              |                 | 26 novembre 1986  |                 |
| 8  | Murder in the Cards          |                 | 3 dicembre 1986   |                 |
| 9  | Requiem for Billy            |                 | 10 dicembre 1986  |                 |
| 10 | Little Miss Murder           |                 | 7 gennaio 1987    |                 |
| 11 | Kill John Doe                |                 | 21 gennaio 1987   |                 |
| 12 | Elegy for a Tramp            |                 | 28 gennaio 1987   |                 |
| 13 | Body Shot                    |                 | 4 febbraio 1987   |                 |
| 14 | Who Killed Sister Lorna?     |                 | 11 febbraio 1987  |                 |
| 15 | Deadly Collection            |                 | 25 febbraio 1987  |                 |
| 16 | Green Blizzard               |                 | 4 marzo 1987      |                 |
| 17 | The Last Laugh               |                 | 18 marzo 1987     |                 |
| 18 | Lady Killer                  |                 | 25 marzo 1987     |                 |
| 19 | Mike Gets Married            |                 | 15 aprile 1987    |                 |
| 20 | A Blinding Fear              |                 | 29 aprile 1987    |                 |
| 21 | Green Lipstick               |                 | 6 maggio 1987     |                 |
| 22 | A Face in the Night          |                 | 13 maggio 1987    |                 |